# Nuoro
Nuoro (sard. Nùgoro) – miasto i gmina we Włoszech, w regionie Sardynia, w prowincji Nuoro.
Według danych na dzień 31.12.2019 roku gminę zamieszkiwało 34.996 osób, 182 os./km². Graniczy z Benetutti, Dorgali, Mamoiada, Oliena, Orani, Orgosolo i Orune.
W Nuoro urodziła się i mieszkała przez wiele lat Grazia Deledda (1871-1936) laureatka Nagrody Nobla w dziedzinie literatury za rok 1926.
W mieście jest stacja kolejowa Nuoro.